# Museo del Novecento
Il Museo del Novecento di Milano è una esposizione permanente di opere d'arte del XX secolo ospitata all'interno del Palazzo dell'Arengario e dell'adiacente Palazzo Reale di Milano. Il museo è stato inaugurato nel 2010 e ha assorbito le collezioni del precedente Civico Museo d'Arte Contemporanea (CIMAC), collocato al secondo piano di Palazzo Reale e chiuso nel 1998.

## Storia

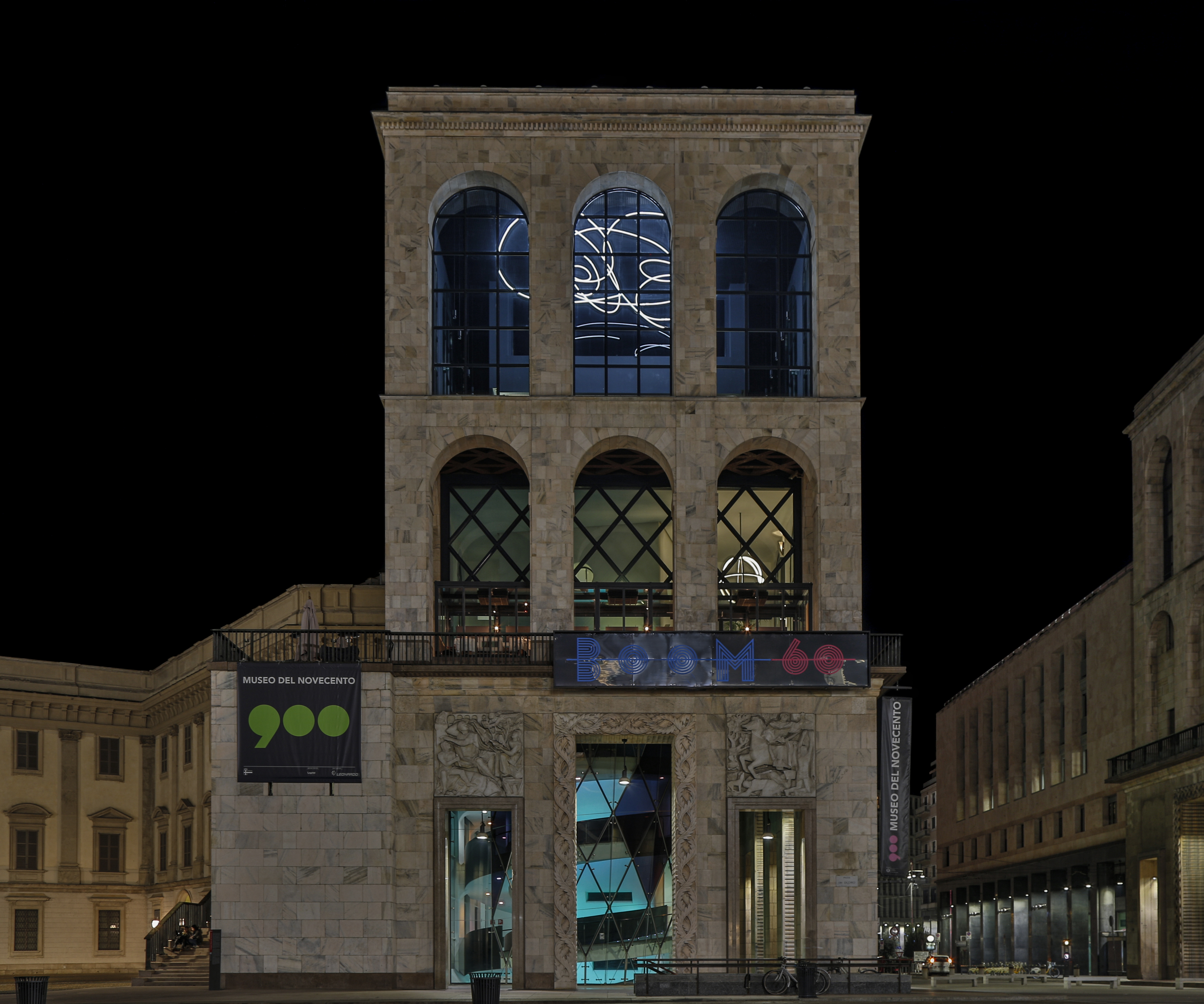
Vista laterale del museo

La sede del museo si trova nel palazzo dell'Arengario ed è stata inaugurata il 6 dicembre 2010. I lavori di ristrutturazione dell'edificio sono stati effettuati a cura degli architetti Italo Rota, Emanuele Auxilia, Fabio Fornasari e Paolo Montanari, per un costo complessivo di circa 28 milioni di euro. La facciata dell'Arengario ha subito soltanto un restauro conservativo, mentre i lavori di rimodernamento hanno interessato l'interno dell'edificio, completamente modificato rispetto alla condizione originale. Gli obiettivi erano quelli di fornire un percorso museale in grado di sfruttare appieno gli spazi offerti dall'Arengario; per fare ciò all'interno è stata inserita una scala a spirale per la salita dei visitatori che conduce all'ultimo piano direttamente dalla fermata della metropolitana Duomo. L'ultimo piano del museo si affaccia sulla piazza del Duomo, visibile anche dallo scalone grazie a un'ampia vetrata e a una terrazza coperta. Il museo inoltre è collegato a Palazzo Reale tramite una passerella esterna sospesa. Il museo del Novecento è stato inaugurato il 6 dicembre 2010 e rimasto aperto gratuitamente per i tre mesi successivi grazie a un accordo stipulato con i due sponsor dell'iniziativa.

## Descrizione
Il museo del Novecento si estende sui tre livelli della prima torre del palazzo dell'Arengario e su due sale del secondo piano del palazzo reale di Milano. Il museo è dotato al piano interrato di una sala conferenze e di un laboratorio didattico mentre al piano terra sono posti i servizi per i visitatori e la sala delle mostre temporanee, tramite una rampa a chiocciola si raggiunge il primo piano da cui è possibile iniziare il percorso espositivo che si apriva originariamente con Il quarto stato, dal luglio 2022 ritornato alla GAM di Milano, per poi proseguire con l'Avanguardia e il Futurismo. Il secondo piano espone il Novecento, la Metafisica, il Razionalismo e l'Astrattismo per poi proseguire al terzo piano l'Arte informale, lo Spazialismo e gli artisti dell'Azimuth. Il percorso prosegue tramite una passerella sospesa, che collega il museo a Palazzo Reale e che conduce alle sale dell’Arte cinetica e dell'Arte programmata per continuare con gli ambienti del Gruppo T, la Pop art italiana e la pittura analitica, il percorso poi si conclude con una sala dedicata all'Arte povera.

### Piano terra e primo piano

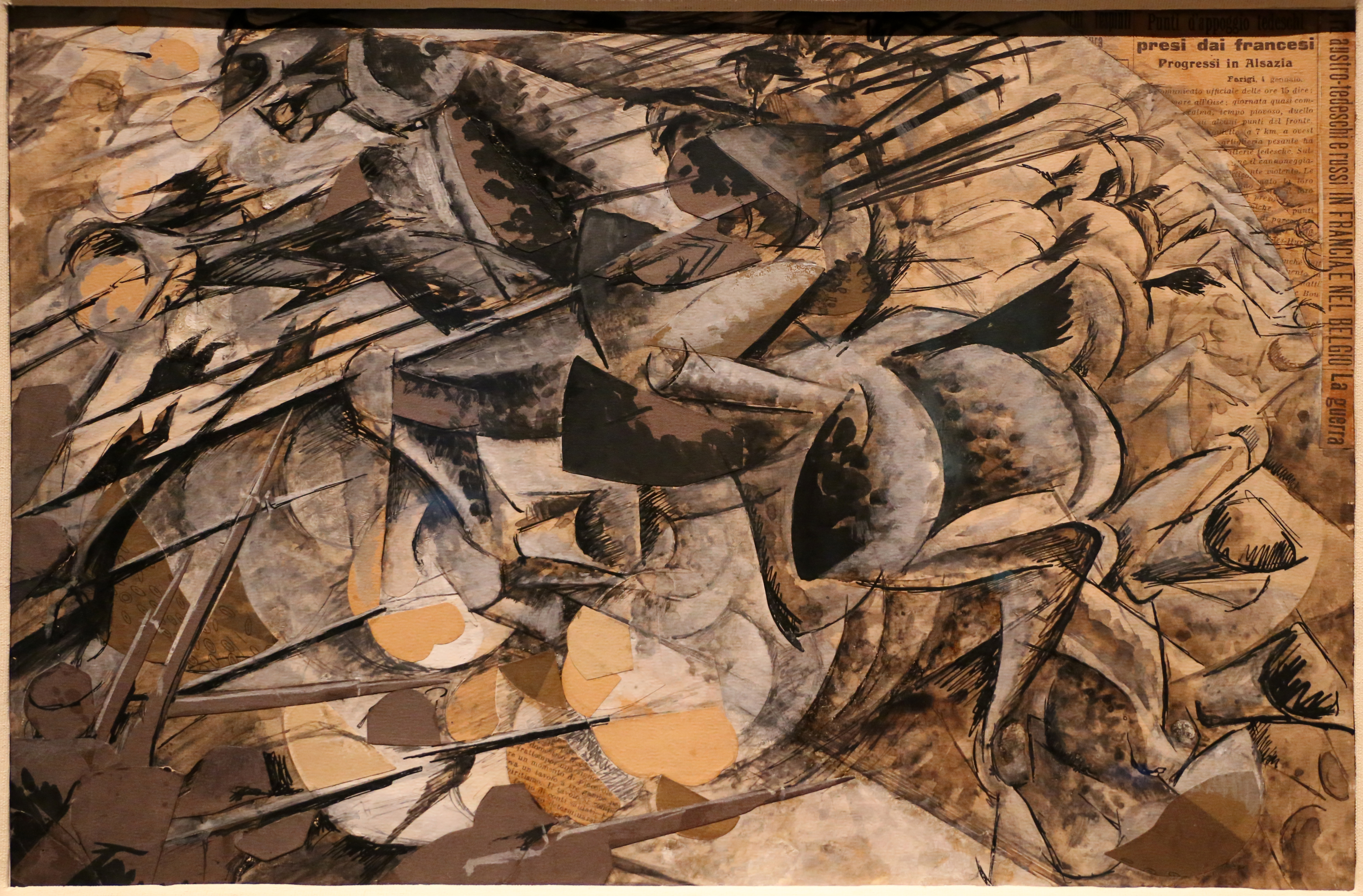
Carica di lancieri, Umberto Boccioni, 1916

Al piano terra sono posti i servizi per i visitatori quali biglietteria, bookshop, ristorante e caffetteria e guardaroba; al piano interrato è presente la sala conferenze e il laboratorio didattico, mentre nell'ammezzato si trova una piccola sala proiezioni. Al piano terra si trova anche la sala delle mostre temporanee e l'accesso alla rampa a chiocciola grazie a cui è possibile raggiungere il percorso espositivo e al centro della quale si trova il gruppo scultoreo de I bagni misteriosi di Giorgio de Chirico.
La sala 2 è dedicata all'Avanguardia e contiene dipinti di Pablo Picasso, Georges Braque, Paul Klee, Vasilij Kandinskij e Amedeo Modigliani. Le sale successive sono invece dedicate al Futurismo e contengono opere di Umberto Boccioni, Giacomo Balla, Fortunato Depero, Gino Severini, Carlo Carrà, Ardengo Soffici, in particolare la sala 3 è interamente dedicata a Umberto Boccioni, la sala 4 al Futurismo in generale mentre la sala 5 ai Valori plastici. Le opere delle sale del primo piano provengono principalmente dalla collezione Jucker, acquistata nel 1992 dal comune di Milano e composta da molte opere di rilievo quali Il bevitore e Carica dei lancieri di Boccioni, Automobile + velocità + luce di Balla, Notturno a piazza Beccaria di Carrà e Dinamismo di una danzatrice di Severini.

### Secondo e terzo piano

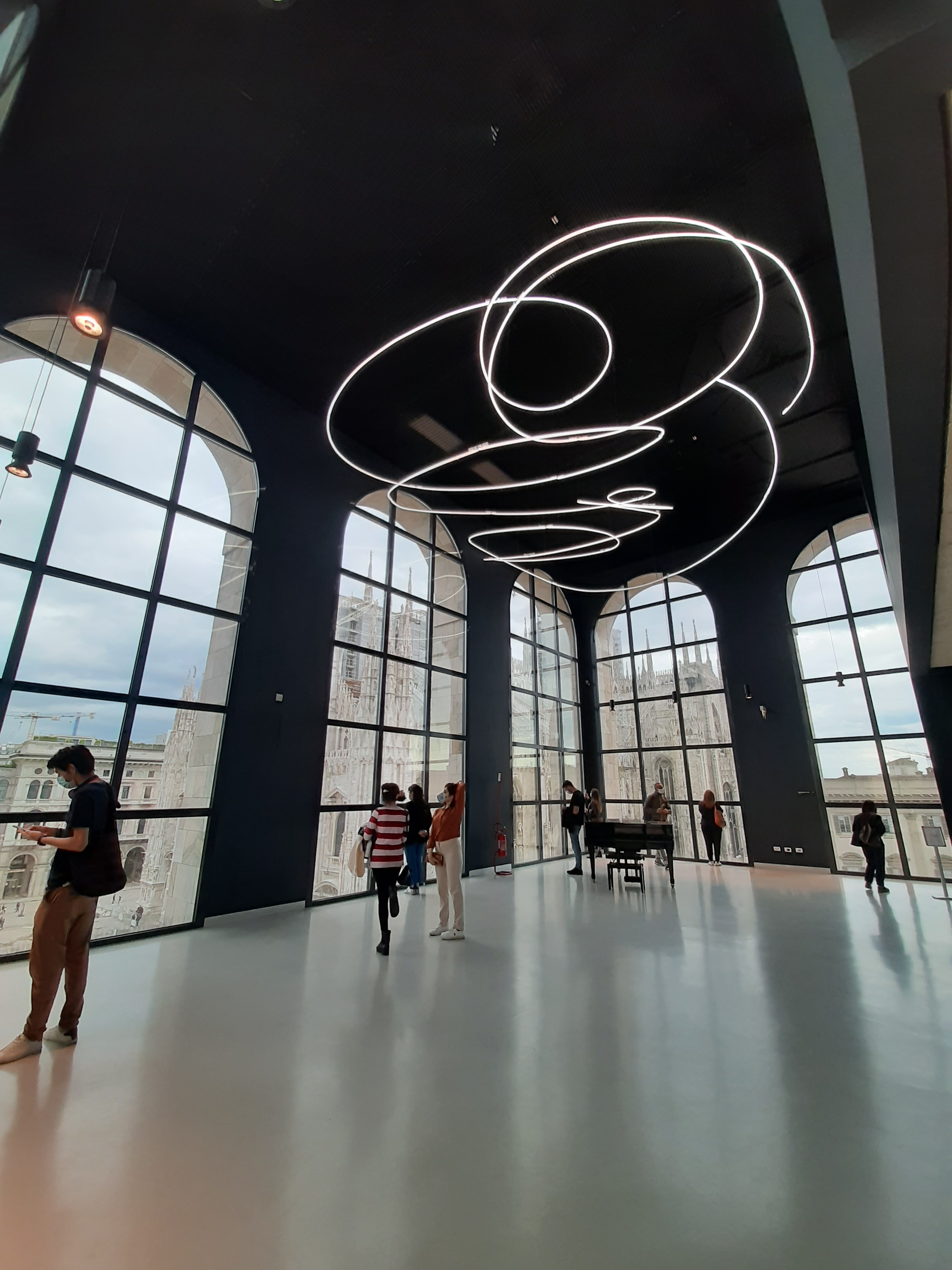
Struttura al neon, Lucio Fontana, 1951

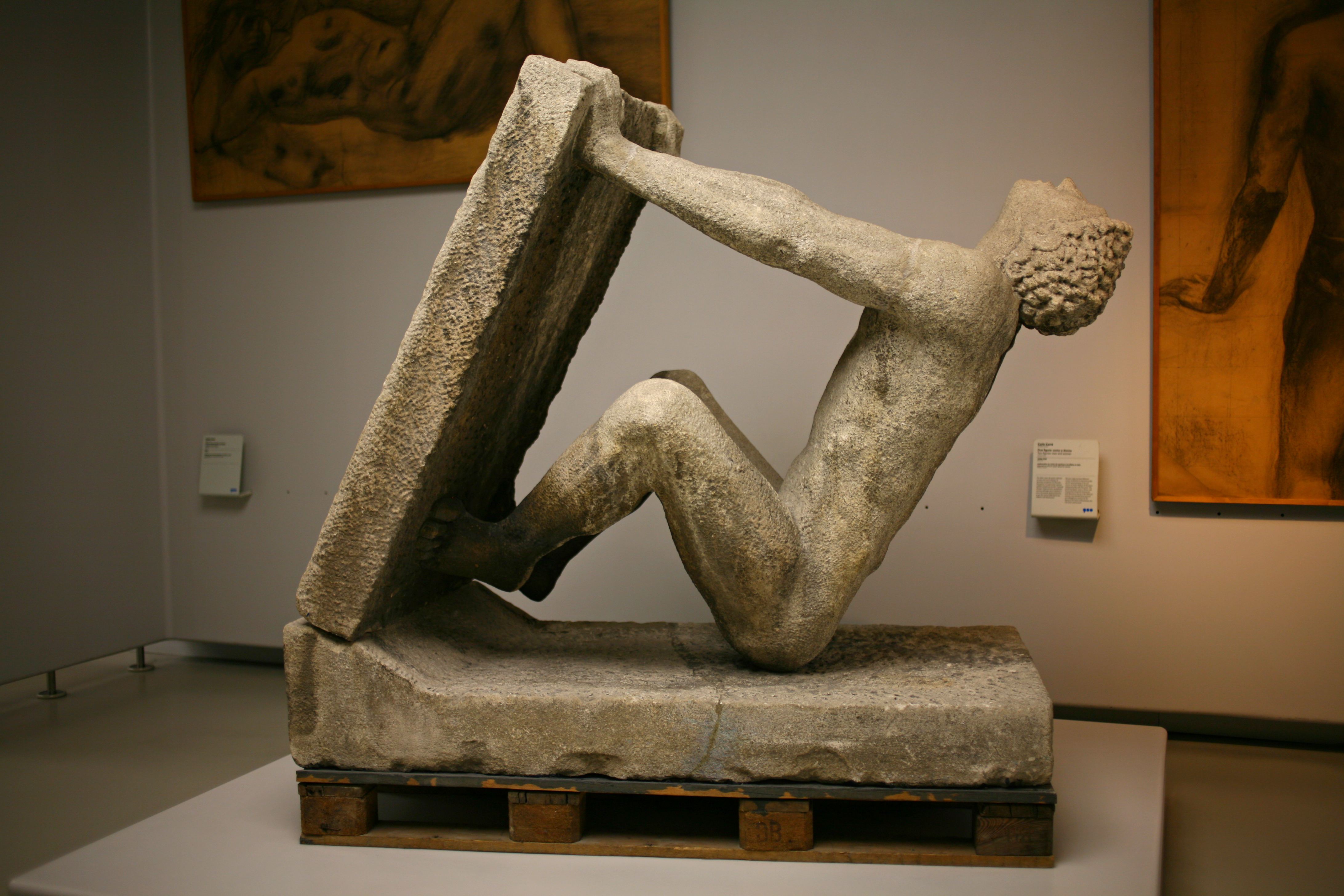
I morti di Bligny trasalirebbero, Arturo Martini, 1935

Al secondo piano le sale dalla 6 alla 13 trattano del Novecento e dell'Astrattismo, tra queste la sala 9 è dedicata a Giorgio Morandi, la sala 11 a Fausto Melotti e la sala 13 a Marino Marini, sono presenti inoltre le opere di Giorgio de Chirico e Arturo Martini.
Salendo al terzo piano si passa sala 14 dedicata a Lucio Fontana, posta all'ultimo piano della torre dell'Arengario accoglie il soffitto del 1956 proveniente dall’Hotel del Golfo dell'Isola d’Elba, i suoi Concetti spaziali degli anni cinquanta e l'iconica Struttura al neon. L'esposizione prosegue nella sala 15 dedicata a Emilio Vedova, la sala 16 a Ennio Morlotti e Renato Birolli, la sala 18 ad Alberto Burri, la sala 19 gli artisti di Azimuth, Piero Manzoni, Enrico Castellani e Agostino Bonalumi, infine la sala 20 a Gastone Novelli. In quest'ala del museo sono presenti anche opere di Giuseppe Capogrossi, Tancredi Parmeggiani, Carla Accardi e Osvaldo Licini.
Tramite una passerella sospesa si raggiungono le due sale al secondo piano di Palazzo Reale, nella sala 21 è esposta l'Arte cinetica e l'Arte programmata per proseguire nella sala 22 con la Pop Art italiana e il Neo-Dada. Il percorso continua la sala 24 dedicata a Luciano Fabro per proseguire con altri artisti moderni quali: Jannis Kounellis, Eliseo Mattiacci e Amalia Del Ponte. L'esposizione si chiude con gli anni Ottanta con opere di artisti come: Domenico Paladino, Nunzio Di Stefano, Paolo Icaro, Giuseppe Spagnulo e Alighiero Boetti.

## Collezione
All'inizio del XX secolo le opere d'arte contemporanea donate dai cittadini milanesi ai Musei civici di Milano ed esposte nella Sala della Balla del Castello Sforzesco cominciarono a confluire nella collezione della Galleria d'Arte Moderna istituita nel 1903. La collezione fu poi ceduta nel 1920 da re Vittorio Emanuele III al comune di Milano per poi essere spostata l'anno successivo dal castello alla Villa Reale di Milano, sede della Galleria d'Arte Moderna.
Nei primi anni Settanta con il progetto dell'istituzione del Civico Museo d'Arte Contemporanea (CIMAC), grazie alla collaborazione dei critici d'arte Zeno Birolli, Vittorio Gregotti e Germano Celant, la galleria acquistò numerose opere espandendo la collezione. Nello stesso periodo la collezione si arricchì delle opere di Carlo Carrà, Marino Marini, Fausto Melotti, Atanasio Soldati, Lucio Fontana, a cui si aggiunsero oltre duemila opere provenienti dalla donazione dei coniugi Antonio Boschi e Marieda Di Stefano; la collezione arrivò così a contare oltre quattromila opere. La collezione fu quindi in parte esposta tra il 1984 e il 1998 nel piano superiore del Palazzo Reale di Milano dal CIMAC.
Il 28 ottobre 2022 ventisei opere della collezione Mattioli entrarono a far parte in modo permanente del percorso espositivo del museo.
Sono esposte circa quattrocento opere d'arte di differenti periodi artistici, dal Futurismo alla Metafisica, dal Gruppo Forma 1 alla transavanguardia italiana, ai gruppi di Milano, Roma e Torino e l'arte povera, con autori quali Pellizza da Volpedo, Boccioni, Marini, Modigliani, de Chirico, Sironi, Garau, Fontana, Martini. Il Museo possiede anche un ricco archivio, con opere di artisti come Filiberto Sbardella.

### Opere di rilievo
Giacomo Balla
- Ragazza che corre sul balcone, 1912

Mario Bardi
- Repressione, 1973

Giorgio Morandi
- Natura morta con manichino, 1919

Umberto Boccioni
- Forme uniche della continuità nello spazio, 1913
- Sviluppo di una bottiglia nello spazio, 1913-1935
- Stati d'animo (prima versione), 1911

Vasilij Kandinskij
- Composizione, 1916

Amedeo Modigliani
- Ritratto di Paul Guillaume, 1916
- Ritratto di Beatrice Hastings, 1915

Giorgio de Chirico
- Il figliol prodigo, 1922
- I bagni misteriosi, 1973

Arturo Martini
- La sete, 1934
- La convalescente, 1932
- I morti di Bligny trasalirebbero, 1935-1936

Antonio Donghi
- Margherita, 1936

Pablo Picasso
- Femme Nue, 1907
- La bouteille de Bass, 1912-14

Lucio Fontana
- Soffitto spaziale, 1956

Piero Manzoni
- Merda d'artista, 1961

Henri Matisse
- Odalisca, 1925

Piet Mondrian
- Faro a Westkapelle, 1909-1910

Paul Klee
- Wald Bau, 1919